# Hrabstwo Perkins (Dakota Południowa)
Hrabstwo Perkins (ang. Perkins County) – hrabstwo w stanie Dakota Południowa w Stanach Zjednoczonych. Obszar całkowity hrabstwa obejmuje powierzchnię 2890,71 mil² (7486,9 km²). Według szacunków United States Census Bureau w roku 2009 miało 2869 mieszkańców.
Hrabstwo powstało w 1909 roku. Na jego terenie znajdują się następujące gminy (townships): Ada, Anderson, Antelope, Barrett, Beck, Brushy, Burdick, Cash, Castle Butte, Chance, Chaudoin, De Witt, Duell, Flat Creek, Fredlund, Glendo, Grand River, Hall, Highland, Horse Creek, Independence, Liberty, Lincoln, Lodgepole, Lone Tree, Maltby, Marshfield, Meadow, Plateau, Pleasant Valley, Rainbow, Rockford, Scotch Cap, Sidney, Strool, Trail, Vail, Vickers, Viking, Vrooman, Wells, White Butte, White Hill, Wilson, Wyandotte.

## Miejscowości
- Bison
- Lemmon
- Prairie City (CDP)